# Stephen Kramer Glickman
Stephen Kramer Glickcman (17 de março de 1979, London, Ontário, Canadá) é um ator canadense mais conhecido pelo seu papel de Gustavo Rocque na série Big Time Rush.

## Biografia
Stephen Kramer Glickcman nascido em 17 de março de 1979 London, Ontário no Canadá Stephen cresceu e seguiu sua carreira de ator e um dos papéis mais notaveis é por interpretar Gustavo Rocque na série norte-americana Big Time Rush.

## Filmografia
| Ano  | Titulo                                          | Papel          | Notas         |  |
| ---- | ----------------------------------------------- | -------------- | ------------- |  |
| 2010 | Big Time Christmas                              | Gustavo Rocque | Para TV       |  |
| 2010 | Big Time Concert                                | Gustavo Rocque |               |  |
| 2009 | Big Time Audition                               | Gustavo Rocque | Para TV       |  |
| 2008 | Jeffrey Ross: No Offense - Live From New Jersey | Larry          | Não Creditado |  |
| 2011 | Big Time Single                                 | Gustavo Rocque |               |  |
| 2012 | Big Time Movie                                  | Gustavo Rocque |               |  |